# Hendrik Langens
Hendrik Langens (Bocholt, 21 maart 1858 - aldaar, 24 juli 1933) was een Belgisch politicus, die meer dan 40 jaar burgemeester was van de Limburgse gemeente Bocholt.
Langens was de tiende van elf kinderen uit het gezin van Theodoor Langens (1804-1864) en Maria Steyven (1817-1883). Na zijn middelbare studies in Sint-Truiden huwde hij met Anna Frencken die afkomstig was uit Melick in Nederlands Limburg. In 1891 - gemeenteraadslid sinds 1890 - werd hij burgemeester en bleef in functie tot zijn overlijden in 1933. Als landbouwer was hij medeoprichter van de landbouwschool en de plaatselijke melkerij. Hij was burgemeester in 1909 toen Bocholt voor een uniek feit zorgde door de verplaatsing van de kerktoren van de Sint-Laurentiuskerk.
In 1924 werd Langens lid van de provincieraad van Limburg.